# Onthophagus kashizakii
Onthophagus kashizakii är en skalbaggsart som beskrevs av Masahiro Kon och Teruo Ochi 2005. Onthophagus kashizakii ingår i släktet Onthophagus och familjen bladhorningar. Inga underarter finns listade i Catalogue of Life.